# 保羅·坎貝爾
保羅·坎貝爾（Paul Campbell，1979年6月22日—）是加拿大的一位演員。他在2004年至2006年曾經出演太空堡垒卡拉狄加中的Billy Keikeya角色。